# 圣昂代奥勒堡 (罗讷省)
圣昂代奥勒堡（法語：Saint-Andéol-le-Château，法語發音：[sɛ̃.t‿ɑ̃deɔl lə ʃato]）是法国罗讷省的一个旧市镇，属于里昂区。2018年，圣昂代奥勒堡与临近的2个市镇合并为新市镇博瓦隆，圣昂代奥勒堡为新市镇行政中心。

## 地理
圣昂代奥勒堡（45°35'9"N, 4°41'42"E）面积9.95 平方千米，位于法国奥弗涅-罗讷-阿尔卑斯大区罗讷省，该省份为法国中东部省份，北起顺时针与索恩-卢瓦尔省、安省、里昂大都会、伊泽尔省和卢瓦尔省接壤。
与圣昂代奥勒堡接壤的市镇（或旧市镇、城区）包括：日沃尔、沙萨尼、莫尔南、圣让德图拉、圣罗曼昂日耶。

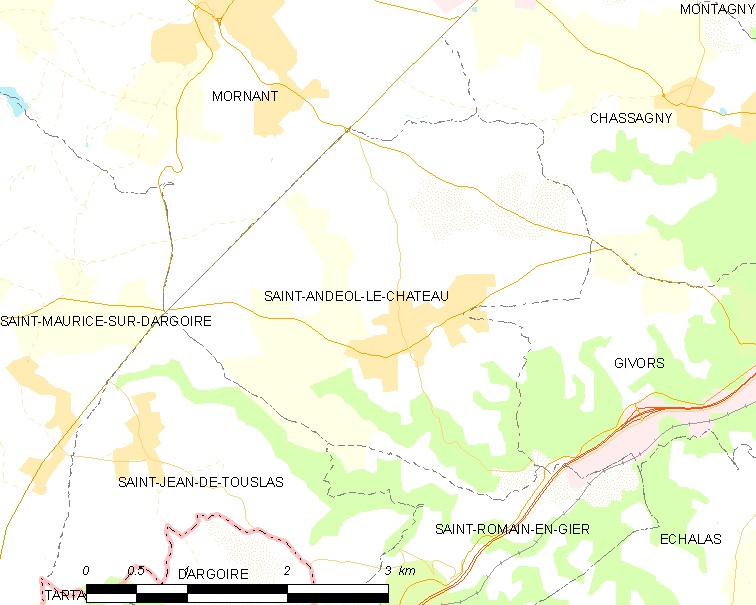
的OSM定位图

圣昂代奥勒堡的时区为UTC+01:00、UTC+02:00（夏令时）。

## 行政
圣昂代奥勒堡的邮政编码为69700，INSEE市镇编码为69179。

## 政治
圣昂代奥勒堡所属的省级选区为莫尔南县。

## 人口

1962-2008年间人口变化图示

圣昂代奥勒堡于2018年1月1日时的人口数量为1885人。